# 威豪
威豪 (Pall Mall) 是一個美國香煙品牌，於1899年成立，現由英美煙草公司持有。其品牌英文名稱Pall Mall其實是英國倫敦的一條大街。不過，在香港煙民之中，大部分人都會稱呼Pall Mall為威豪。

威豪在香港有售賣的產品資料